# Argentré-du-Plessis
Argentré-du-Plessis (bretonsko Argantreg-ar-Genkiz) je naselje in občina v severozahodnem francoskem departmaju Ille-et-Vilaine regije Bretanje. Leta 2008 je naselje imelo 4.138 prebivalcev.

## Geografija
Naselje leži v pokrajini Bretoniji 42 km vzhodno od Rennesa.

## Uprava
Argentré-du-Plessis je sedež istoimenskega kantona, v katerega so poleg njegove vključene še občine Brielles, Domalain, Étrelles, Gennes-sur-Seiche, Le Pertre, Saint-Germain-du-Pinel, Torcé in Vergéal s 14.103 prebivalci.
Kanton Argentré-du-Plessis je sestavni del okrožja Fougères-Vitré.

## Zanimivosti
- renesančni grad château du Plessis iz 15. stoletja, prenovljen v 19. stoletju, francoski zgodovinski spomenik,
- cerkev Marijinega Vnebovzetja iz 18. stoletja,
- arheološko najdišče Bois du Pinel, utrdba iz 11. stoletja.